# كلير شرينر
كلير شرينر (بالإنجليزية: Claire Schreiner)‏ هي منافسة ألعاب القوى أمريكية، ولدت في 12 يناير 1987 في غرانت في الولايات المتحدة.

## وصلات خارجية
- كلير شرينر على موقع IMDb (الإنجليزية)